# Dodo Goya
Rodolfo „Dodo“ Goya (* 14. Oktober 1939 in Livorno; † 25. März 2017 in Sanremo) war ein italienischer Jazzmusiker (Bass, Komposition).
Goya begann mit 18 Jahren auf dem Kontrabass. Seit den 1960er Jahren spielte er in den Gruppen von Franco Cerri, Gianni Basso, Renato Sellani, Franco D’Andrea und Tullio De Piscopo. Im Quintett von Nunzio Rotondo trat er beim Montreux Jazz Festival 1969 auf. Auch begleitete er durchreisende Musiker wie Gerry Mulligan/Dave Samuels (Gerry Mulligan Sextet in Italy 1976), Chet Baker, Mal Waldron oder Irio De Paula. Er ist auch auf Alben von Jerry Bergonzi, Eraldo Volonté, Gianni Basso oder Renato Sellani zu hören. 2013 erhielt der in San Remo lebende Musiker den Premio Renzo Laurano.

## Diskographische Hinweise
- Franco D’Andrea Trio With Dodo Goia & Bruno Biriaco From East to West (Atlantic 1979)
- Larry Schneider Summertime in Sanremo (Splasc(h) Records 1997, mit Sandro Gibellini, Andrea Dulbecco, John Arnold)
- 1956/2006 Anniversary of the Jazz Festival at the Sanremo Casinò (Splasc(h) Records 2006, mit Shirley Bunnie Foy, Sebastien Chaumont, Andrea Pozza, Andrea Dulbecco u. a.)
- Nunzio Rotondo The Legend (Twilight Music 2007, mit Gato Barbieri, Franco D’Andrea, Mal Waldron, Romano Mussolini, Maurizio Majorana, Franco Mondini, Leo Cancellieri und Amedeo Tommasi)